# Banco del Mutuo Soccorso
Banco del Mutuo Soccorso, kurz Banco oder auch BMS genannt, ist eine italienische Progressive-Rock-Band, die 1968 in Rom gegründet wurde.
Die Band gilt neben Premiata Forneria Marconi und Le Orme als eine der Großen Drei des italienischen Progressive Rock. Ihr besonders in der Anfangszeit harmonisch komplexer Stil verbindet klassische Musik, Jazz, Folk und Rock und ist geprägt von opernhaftem Gesang, ausgeklügeltem, schnellem Keyboardspiel und synkopierten Rhythmen. Mit ihren suitenähnlichen Stücken und ihren spektakulären Bühnenshows konnten sie sich in den 1970er-Jahren auch außerhalb Italiens einen Namen machen und inspirierten viele weitere Bands wie Sylvan, Ozric Tentacles, The Flower Kings oder The Mars Volta. In den 1980er-Jahren wandte die Gruppe sich stärker dem musikalischen Mainstream zu, was zu Verstimmungen beim Publikum und auch innerhalb der Band führte. Nach unzähligen Besetzungswechseln ist aktuell der Keyboarder Vittorio Nocenzi das einzige verbliebene Gründungsmitglied der nach wie vor musikalisch aktiven Gruppe.

## Bandgeschichte
Die Gruppe wurde auf Initiative der Brüder Gianni und Vittorio Nocenzi (beide Keyboarder) gegründet, die unter dem Eindruck britischer Progressive-Rock-Bands wie Gentle Giant, Emerson, Lake and Palmer oder Jethro Tull standen. In der Erstbesetzung waren daneben der Gitarrist Gianfranco Coletta, der Bassist Fabrizio Falco und der Schlagzeuger Franco Pontecorvi. Doch erst 1971 formierte sich die Band in einer stabilen Besetzung mit Francesco Di Giacomo als Sänger, Renato D’Angelo am Bass, Pierluigi Calderoni am Schlagzeug und Marcello Todaro an der Gitarre (neben den Brüdern Nocenzi). Mit dem Album Banco del Mutuo Soccorso debütierte sie 1972 beim Label Dischi Ricordi und vor allem die prägnante Stimme Di Giacomos und seine Bühnenpräsenz verhalfen der Gruppe zu erster Aufmerksamkeit. Im Jahr darauf folgte das Konzeptalbum Darwin!, 1974 das Album Io sono nato libero. Stilistisch präsentierte die Band dichte, eklektische Arrangements, teilweise mit Jazz-Anklängen und mit einem Fokus auf Di Giacomos opernhaften Gesang.
Nach dem dritten Album trat Gitarrist Rodolfo Maltese an die Stelle von Todaro. Banco del Mutuo Soccorso hatte mittlerweile Aufmerksamkeit in ganz Europa auf sich gezogen. Für den internationalen Markt nahm die Band 1975 das englischsprachige Album Banco auf, das größtenteils englische Versionen bereits veröffentlichter Titel enthielt. Damit ging sie auch in den USA auf Tournee. 1976 steuerte sie hingegen den Soundtrack zum Film Garofano rosso von Luigi Faccini bei. Im selben Jahr erschien auch das vierte italienische Album Come in un’ultima cena, gefolgt von der englischen Version As in a Last Supper (mit Texten von Angelo Branduardi). 1978 folgte das rein instrumentale Album …di terra, das die Band mit Orchester aufgenommen hatte. Nach dem Ausstieg des Bassisten D’Angelo stieß Gianni Colaiacomo als neues Mitglied zur Band.
1979 veröffentlichte die Band das Studioalbum Canto di primavera, gefolgt vom Livealbum Capolinea. Danach kehrte sie sich musikalisch deutlich vom Progressive Rock ab und konnte mit Urgentissimo (1980), dem ersten Album beim Label CBS, wieder einen Charterfolg erzielen, vor allem durch die Popularität des Liedes Paolo Pà. Nach den Alben Buone notizie (1981) und Banco (1983), die sich stilistisch als sehr radiofreundlich erwiesen, beim Publikum jedoch auf gespaltene Reaktionen trafen, verließ Mitbegründer Gianni Nocenzi die Band. Mit Gabriel Amato als neuem Mitglied nahm die Band am Sanremo-Festival 1985 teil, wo sie das Lied Grande Joe präsentierte, und veröffentlichte im selben Jahr das nächste Album …e via. Anschließend wurde es vorerst ruhig um die Gruppe. 1989 erschien noch das Album Donna Plautilla mit Aufnahmen aus der Anfangszeit und Sänger Di Giacomo veröffentlichte das Soloalbum Non mettere le dita nel naso, an dem auch seine Bandkollegen beteiligt waren.

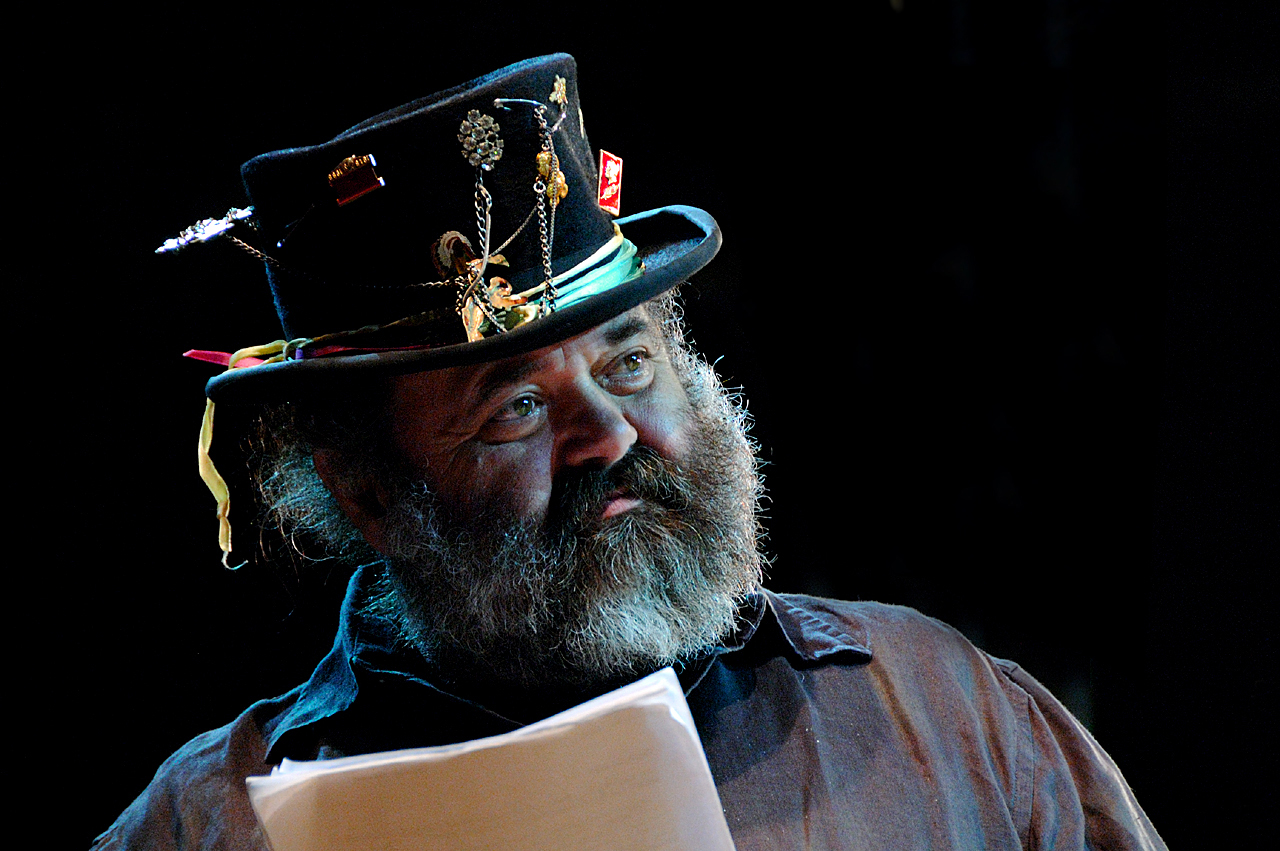
Sänger Francesco Di Giacomo (2009)

Das wieder aufflammende Interesse am Progressive Rock in den 90er-Jahren belebte auch die Aktivitäten der Band. Nach Neuauflagen älterer Produktionen veröffentlichte Banco del Mutuo Soccorso 1994 das neue Album Il 13. Es folgten ausgedehnte internationale Tourneen, wobei die Besetzung nun neben Nocenzi, Di Giacomo und Maltese den Gitarristen Filippo Marcheggiani, den Bassisten Tiziano Ricci, den Schlagzeuger Maurizio Masi und Alessandro Papotto an Klarinette, Saxophon und Flöte umfasste. Das nächste Studioalbum Nudo erschien 1997. In den 2000er-Jahren erschienen hauptsächlich Livealben und Neuauflagen früherer Alben, außerdem veröffentlichte Vittorio Nocenzi 2011 das Buch Sguardo dall’estremo occidente. Die Aktivitäten der Band wurden jedoch 2014 abrupt durch den Tod Di Giacomos bei einem Verkehrsunfall unterbrochen. In seinem Andenken erschien im selben Jahr das Livealbum Un’idea che non puoi fermare, mit der Beteiligung italienischer Schauspieler wie Toni Servillo, Giuliana De Sio, Franca Valeri oder Giuseppe Cederna.
Unterstützt von Gitarrist Maurizio Solieri, Sänger John De Leo und Perkussionist Arnaldo Vacca ging die Band 2015 wieder auf Tournee. Rodolfo Maltese, fester Gitarrist seit 1973, verstarb im Oktober 2015 nach längerer Krankheit. Als neuer fester Sänger wurde 2016 Tony D’Alessio in die Band aufgenommen, den Di Giacomo vor seinem Tod einmal selbst als potenziellen Nachfolger ins Spiel gebracht hatte. 2019, über 20 Jahre nach dem Erscheinen des letzten Studioalbums, meldete sich die Band mit dem Konzeptalbum Transiberiana zurück, das von Publikum und Kritik gleichermaßen positiv aufgenommen wurde.

## Diskografie

### Studioalben
| Jahr | Titel Musiklabel                                       | Höchstplatzierung, Gesamtwochen, AuszeichnungChartsChartplatzierungen (Jahr, Titel, Musiklabel, Platzierungen, Wochen, Auszeichnungen, Anmerkungen) | Anmerkungen                                                    |
| Jahr | Titel Musiklabel                                       | IT | Anmerkungen                                                    |
| ---- | ------------------------------------------------------ | --- | -------------------------------------------------------------- |
| 1972 | Banco del Mutuo Soccorso Ricordi                       | IT10 Gold (2020) · (16 Wo.)IT | ab 2012 Platz 49 (5 Wochen) der FIMI-Charts Verkäufe: + 25.000 |
| 1973 | Darwin! Ricordi                                        | IT21 (4 Wo.)IT | 2013 Platz 68 (1 Woche) der FIMI-Charts                        |
| 1974 | Io sono nato libero Ricordi                            | IT18 (12 Wo.)IT | 2017 Platz 48 (1 Woche) der FIMI-Charts                        |
| 1975 | Banco Manticore                                        | IT21 (7 Wo.)IT |                                                                |
| 1976 | Come in un’ultima cena / As in a Last Supper Manticore | IT18 (4 Wo.)IT |                                                                |
| 1978 | …di terra Ricordi                                      | — |                                                                |
| 1979 | Canto di primavera Ricordi                             | — |                                                                |
| 1980 | Urgentissimo CBS                                       | IT17 (7 Wo.)IT |                                                                |
| 1981 | Buone notizie CBS                                      | — |                                                                |
| 1983 | Banco CBS                                              | — |                                                                |
| 1985 | …e via CBS                                             | — |                                                                |
| 1989 | Non mettere le dita nel naso Iperspazio                | — | als Il Banco presenta Francesco Di Giacomo                     |
| 1994 | Il 13 EMI                                              | — |                                                                |
| 1997 | Nudo EMI                                               | — |                                                                |
| 2019 | Transiberiana InsideOut/Sony                           | IT19 (4 Wo.)IT |                                                                |
| 2022 | Orlando: Le forme dell’amore InsideOut/Sony            | — |                                                                |

### Soundtracks
| Jahr | Titel Musiklabel         | Höchstplatzierung, Gesamtwochen, AuszeichnungChartsChartplatzierungen (Jahr, Titel, Musiklabel, Platzierungen, Wochen, Auszeichnungen, Anmerkungen) | Anmerkungen |
| Jahr | Titel Musiklabel         | IT | Anmerkungen |
| ---- | ------------------------ | --- | ----------- |
| 1976 | Garofano rosso Manticore | IT23 (2 Wo.)IT |             |

### Livealben (Auswahl)
| Jahr | Titel Musiklabel                  | Höchstplatzierung, Gesamtwochen, AuszeichnungChartsChartplatzierungen (Jahr, Titel, Musiklabel, Platzierungen, Wochen, Auszeichnungen, Anmerkungen) | Anmerkungen |
| Jahr | Titel Musiklabel                  | IT | Anmerkungen |
| ---- | --------------------------------- | --- | ----------- |
| 2014 | Un’idea che non puoi fermare Sony | IT17 (5 Wo.)IT |             |

### Singles
- 1973: Non mi rompete / La città sottile
- 1979: Canto di primavera
- 1979: Niente / Sono la bestia
- 1980: Il ragno
- 1980: Paolo Pà
- 1981: Baciami Alfredo / Buone notizie
- 1983: Moby Dick / Velocità
- 1983: Lontano da
- 1985: Grande Joe
- 1989: Vedo il telefono
- 2019: I ruderi del gulag
- 2019: L’assalto dei lupi
- 2019: L’imprevisto

## Bibliografie
- Vittorio Nocenzi: Sguardo dall’estremo occidente. Stampa Alternativa, 2011, ISBN 978-88-6222-266-2.

## Belege
1. 1 2 3  Chartquellen:
  - Guido Racca: M&D Borsa Album 1964-2019. Selbstverlag, 2019, ISBN 978-1-09-470500-2, S. 110.
  - Alben von Banco del Mutuo Soccorso. In: Italiancharts.com. Hung Medien, abgerufen am 29. Mai 2020.
2. ↑  Banco del Mutuo Soccorso, certificazioni. FIMI, abgerufen am 7. September 2020 (italienisch).